# 2013年亞洲U16青年女子籃球錦標賽
2013年亞洲U16青年女子籃球錦標賽是於2013年11月23日至11月30日期間，在斯里蘭卡可倫坡舉行的籃球賽事。蘇加薩達薩體育場則作為比賽的主場館。
本屆共有12隊參與，分為第一級和第二級。第一級的前三名可獲得2014年U17世界青年女子籃球錦標賽參賽權。第一級的倒數兩名與第二級的前兩名進行資格賽，勝隊在下屆將會於第一級出賽，而敗隊則會被歸類為第二級。

## 參賽隊伍
根據亞洲籃球總會的規定，參賽隊伍訂定為12隊。為了平衡各隊實力，分成第一級和第二級，兩個級別各有六隊。第一級的參賽球隊以2011年亞洲U16青年女子籃球錦標賽比賽結果作為參考。
| 第一級                                   | 第二級                                     |
| ---------------------------------------- | ------------------------------------------ |
| 中國 · 中華臺北 · 印度 · 日本 · 马来西亚 | 香港 · 约旦 · 斯里蘭卡 · 印度尼西亞 · 泰國 |

## 預賽
當地時區為UTC+5:30，以下賽事皆相同。

### 第一級
| 隊伍     | 賽 | 勝 | 負 | 得  | 失  | 差   | 分 |
| -------- | -- | -- | -- | --- | --- | ---- | -- |
| 日本     | 5  | 5  | 0  | 444 | 222 | +222 | 10 |
| 中國     | 5  | 4  | 1  | 450 | 278 | +172 | 9  |
|          | 5  | 3  | 2  | 381 | 334 | +47  | 8  |
| 中華臺北 | 5  | 2  | 3  | 387 | 366 | +21  | 7  |
| 印度     | 5  | 1  | 4  | 259 | 487 | −228 | 6  |
| 马来西亚 | 5  | 0  | 5  | 171 | 405 | −234 | 5  |

| 2013年11月23日 13:00 |

| 報告 |

| 日本                                                    | 112–45 | 印度                                                       |
| 每節分數： 25–3、25–17、24–13、38–12                    |        |                                                            |
| 得分： 遠藤桐 15 篮板： 後藤沙奈 11 助攻： 水野妃奈乃 3 |        | 得分： Thimmaiah 15 篮板： Venkataraman 8 助攻： Vandana 3 |

| 2013年11月23日 15:00 |

| 報告 |

| 中華臺北                                         | 85–30 | 马来西亚                                           |
| 每節分數： 17–7、29–8、22–5、17–10               |       |                                                    |
| 得分： 卓敬 16 篮板： 三名球員 7 助攻： 邱珺琳 5 |       | 得分： 邱凱莉 9 篮板： 邱凱莉 11 助攻： 四名球員 1 |

| 2013年11月23日 17:00 |

| 報告 |

|                                                     | 50–82 | 中國                                                      |
| 每節分數： 13–18、15–22、12–15、10–27               |       |                                                           |
| 得分： An H-J. 11 篮板： An H-J. 8 助攻： An H-J. 3 |       | 得分： 哈文茜, 迪拉娜 16 篮板： 哈文茜 13 助攻： 張曼曼 8 |

| 2013年11月24日 13:00 |

| 報告 |

| 中華臺北                                          | 56–87 | 日本                                                   |
| 每節分數： 16–27、9–24、16–14、15–22              |       |                                                        |
| 得分： 王竫婷 11 篮板： 徐玉蓮 10 助攻： 邱珺琳 3 |       | 得分： 水野妃奈乃 22 篮板： 中田珠未 7 助攻： 遠藤桐 6 |

| 2013年11月24日 15:00 |

| 報告 |

| 中國                                            | 109–51 | 印度                                                       |
| 每節分數： 31–8、27–10、26–17、25–16            |        |                                                            |
| 得分： 王禛 24 篮板： 哈文茜 10 助攻： 王佳琦 5 |        | 得分： Verma 15 篮板： Vandana, Verma 5 助攻： Thimmaiah 3 |

| 2013年11月24日 17:00 |

| 報告 |

| 马来西亚                                                   | 46–86 |                                                                             |
| 每節分數： 14–17、8–24、15–26、9–19                        |       |                                                                             |
| 得分： 林依雯 14 篮板： 黃依斌, 林依雯 6 助攻： 三名球員 2 |       | 得分： Choi S-H. 17 篮板： Yun Y-B., Kim S-Y. 6 助攻： Park G-R., An H-J. 4 |

| 2013年11月25日 13:00 |

| 報告 |

| 日本                                                    | 75–59 | 中國                                             |
| 每節分數： 20–18、21–14、18–9、16–18                    |       |                                                  |
| 得分： 中田珠未 22 篮板： 西岡里紗 11 助攻： 澀谷咲月 4 |       | 得分： 鄒啟佳 18 篮板： 哈文茜 9 助攻： 張曼曼 7 |

| 2013年11月25日 15:00 |

| 報告 |

|                                                         | 89–67 | 中華臺北                                         |
| 每節分數： 25–27、34–12、18–14、12–14                   |       |                                                  |
| 得分： Kang Y-L. 21 篮板： Han E-J. 14 助攻： An H-J. 5 |       | 得分： 邱珺琳 12 篮板： 徐玉蓮 6 助攻： 高鈺琳 6 |

| 2013年11月25日 17:00 |

| 報告 |

| 印度                                               | 57–55 | 马来西亚                                                  |
| 每節分數： 17–10、12–14、14–19、14–12              |       |                                                           |
| 得分： Hemmige 12 篮板： Kollam 16 助攻： Varkey 6 |       | 得分： 邱凱莉 12 篮板： 林依雯, 邱凱莉 11 助攻： 顧嘉萱 4 |

| 2013年11月26日 13:00 |

| 報告 |

|                                                         | 50–83 | 日本                                                        |
| 每節分數： 12–22、14–25、7–16、17–20                    |       |                                                             |
| 得分： Kim Y-J. 11 篮板： An H-J. 10 助攻： Park G-R. 4 |       | 得分： 水野妃奈乃 15 篮板： 赤穗向日葵 11 助攻： 澀谷咲月 6 |

| 2013年11月26日 15:00 |

| 報告 |

| 马来西亚                                                | 28–90 | 中國                                                      |
| 每節分數： 6–27、6–18、7–23、9–22                       |       |                                                           |
| 得分： 顧嘉萱 9 篮板： 邱凱莉, 顧嘉萱 5 助攻： 黃玉鳳 2 |       | 得分： 張玲閣 18 篮板： 張玲閣 15 助攻： 孫譽銘, 張曼曼 7 |

| 2013年11月26日 17:00 |

| 報告 |

| 中華臺北                                                  | 105–50 | 印度                                               |
| 每節分數： 28–16、29–19、24–8、24–7                       |        |                                                    |
| 得分： 徐玉蓮 24 篮板： 王竫婷 12 助攻： 彭曉彤, 楊晏婷 6 |        | 得分： Varkey 9 篮板： Thimmaiah 7 助攻： Varkey 5 |

| 2013年11月27日 13:00 |

| 報告 |

| 马来西亚                                        | 12–87 | 日本                                                                          |
| 每節分數： 3–28、4–19、3–23、2–17               |       |                                                                               |
| 得分： 林依雯 4 篮板： 邱凱莉 6 助攻： 陳韵薇 1 |       | 得分： 中村美羽 12 篮板： 赤穗向日葵, 脇梨奈乃 10 助攻： 澀谷咲月, 脇梨奈乃 4 |

| 2013年11月27日 15:00 |

| 報告 |

| 印度                                                | 56–106 |                                                       |
| 每節分數： 16–34、6–22、14–28、20–22                |        |                                                       |
| 得分： Thimmaiah 9 篮板： Kollam 10 助攻： Kollam 2 |        | 得分： Yun Y-B. 23 篮板： An H-J. 9 助攻： An H-J. 12 |

| 2013年11月27日 17:00 |

| 報告 |

| 中國                                                     | 110–74 | 中華臺北                                         |
| 每節分數： 27–12、25–27、26–16、32–19                    |        |                                                  |
| 得分： 迪拉娜 26 篮板： 王禛, 王海媚 10 助攻： 王海媚 10 |        | 得分： 許庭瑜 13 篮板： 許庭瑜 3 助攻： 高鈺琳 4 |

### 第二級
| 隊伍       | 賽 | 勝 | 負 | 得  | 失  | 差   | 分 |
| ---------- | -- | -- | -- | --- | --- | ---- | -- |
| 泰國       | 5  | 5  | 0  | 376 | 242 | +134 | 10 |
|            | 5  | 3  | 2  | 308 | 283 | +25  | 8  |
| 香港       | 5  | 3  | 2  | 292 | 279 | +13  | 8  |
| 印度尼西亞 | 5  | 3  | 2  | 252 | 258 | −6   | 8  |
| 约旦       | 5  | 1  | 4  | 295 | 352 | −57  | 6  |
| 斯里蘭卡   | 5  | 0  | 5  | 228 | 337 | −109 | 5  |

| 2013年11月23日 09:00 |

| 報告 |

|                                                                 | 36–65 | 泰國                                                         |
| 每節分數： 10–15、15–13、7–22、4–15                             |       |                                                              |
| 得分： Arzamastseva 11 篮板： Arzamastseva 9 助攻： Abikeyeva 2 |       | 得分： Lumdappang 16 篮板： Lumdappang 7 助攻： Srijunvong 3 |

| 2013年11月23日 11:00 |

| 報告 |

| 印度尼西亞                                                 | 62–59 | 约旦                                                               |
| 每節分數： 18–17、11–17、15–10、18–15                      |       |                                                                    |
| 得分： Wijaya 17 篮板： Wijaya 6 助攻： Paramita, Wijaya 3 |       | 得分： Abu Jbara 19 篮板： Abu Jbara 5 助攻： Abu Jbara, Khuzouz 3 |

| 2013年11月23日 19:30 |

| 報告 |

| 香港                                              | 57–46 | 斯里蘭卡                                                 |
| 每節分數： 14–12、13–10、15–12、15–12             |       |                                                          |
| 得分： 張華倩 20 篮板： 方芷茵 11 助攻： 方芷茵 4 |       | 得分： De Silva 17 篮板： Gallasage 13 助攻： De Silva 7 |

| 2013年11月24日 09:00 |

| 報告 |

|                                                                  | 79–52 | 香港                                                     |
| 每節分數： 25–12、14–11、21–16、19–13                            |       |                                                          |
| 得分： Kovalevskaya 22 篮板： Arzamastseva 12 助攻： Abikeyeva 6 |       | 得分： 張華倩 16 篮板： 張詠楠 8 助攻： 謝亦霖, 郭芷菁 2 |

| 2013年11月24日 11:00 |

| 報告 |

| 泰國                                                           | 71–42 | 印度尼西亞                                         |
| 每節分數： 12–10、19–9、20–11、20–12                           |       |                                                    |
| 得分： Prajuapsook 13 篮板： Thuamon 8 助攻： Siriphunthanun 8 |       | 得分： Gumanti 13 篮板： Astari 8 助攻： Gumanti 2 |

| 2013年11月24日 19:00 |

| 報告 |

| 约旦                                                  | 77–50 | 斯里蘭卡                                                     |
| 每節分數： 23–11、17–20、14–9、23–10                  |       |                                                              |
| 得分： Sabbagh 21 篮板： Sabbagh 18 助攻： 三名球員 3 |       | 得分： Samarasinghe 17 篮板： Gallasage 15 助攻： De Silva 4 |

| 2013年11月25日 09:00 |

| 報告 |

| 香港                                                      | 83–50 | 约旦                                                            |
| 每節分數： 16–8、17–12、24–15、26–15                      |       |                                                                 |
| 得分： 雷淑怡 18 篮板： 方芷茵, 張詠楠 8 助攻： 謝亦霖 11 |       | 得分： Sabbagh 19 篮板： Khuzouz 8 助攻： Sama'an , Abu Jbara 3 |

| 2013年11月25日 11:00 |

| 報告 |

| 印度尼西亞                                          | 63–54（OT） |                                                               |
| 每節分數： 6–17、12–12、21–9、10–11、： 14–5        |             |                                                               |
| 得分： Pramesti 23 篮板： Astari 12 助攻： Wijaya 4 |             | 得分： Abikeyeva 16 篮板： Arzamastseva 19 助攻： Abikeyeva 6 |

| 2013年11月25日 19:00 |

| 報告 |

| 斯里蘭卡                                                | 51–82 | 泰國                                                               |
| 每節分數： 12–24、19–22、14–20、6–16                    |       |                                                                    |
| 得分： De Silva 21 篮板： Gallasage 7 助攻： De Silva 3 |       | 得分： Bunsinprom, Thuamon 14 篮板： Bunsinprom 8 助攻： Thuamon 5 |

| 2013年11月26日 09:00 |

| 報告 |

| 印度尼西亞                                            | 33–38 | 香港                                                      |
| 每節分數： 2–9、12–6、10–12、9–11                     |       |                                                           |
| 得分： Wijaya 10 篮板： Assipalma 15 助攻： Gumanti 3 |       | 得分： 郭芷菁, 謝亦霖 10 篮板： 曾子珈 10 助攻： 郭芷菁 3 |

| 2013年11月26日 11:00 |

| 報告 |

| 泰國                                                       | 87–51 | 约旦                                                   |
| 每節分數： 19–15、17–8、26–11、25–17                       |       |                                                        |
| 得分： Srijunvong 23 篮板： Thuamon 10 助攻： Bunsinprom 8 |       | 得分： Sabbagh 14 篮板： Al Hinn 16 助攻： Abu Jbara 3 |

| 2013年11月26日 19:00 |

| 報告 |

|                                                                  | 69–45 | 斯里蘭卡                                                                 |
| 每節分數： 16–13、25–10、12–17、16–5                             |       |                                                                          |
| 得分： Kovalevskaya 19 篮板： Kovalevskaya 14 助攻： Abikeyeva 9 |       | 得分： Samarasinghe 18 篮板： Gallasage, Wijesundera 7 助攻： 三名球員 1 |

| 2013年11月27日 09:00 |

| 報告 |

| 泰國                                                           | 71–62 | 香港                                             |
| 每節分數： 17–12、20–14、18–20、16–16                          |       |                                                  |
| 得分： Bunsinprom 16 篮板： Prajuapsook 11 助攻： Bunsinprom 6 |       | 得分： 郭芷菁 18 篮板： 雷淑怡 6 助攻： 張華倩 8 |

| 2013年11月27日 11:00 |

| 報告 |

| 约旦                                                   | 58–70 |                                                                  |
| 每節分數： 11–12、19–11、13–25、15–22                  |       |                                                                  |
| 得分： Hamadah 17 篮板： Al Hinn 20 助攻： Abu Jbara 3 |       | 得分： Arzamastseva 21 篮板： Arzamastseva 17 助攻： Abikeyeva 8 |

| 2013年11月27日 19:00 |

| 報告 |

| 斯里蘭卡                                                       | 36–52 | 印度尼西亞                                              |
| 每節分數： 18-17、10–11、5–11、3–13                            |       |                                                         |
| 得分： Samarasinghe 18 篮板： Samarasinghe 8 助攻： 三名球員 1 |       | 得分： Assipalma 16 篮板： Pramesti 9 助攻： 五名球員 2 |

## 資格賽
| 2013年11月29日 13:00 |

| 報告 |

| 印度                                               | 84–71 |                                                                  |
| 每節分數： 20–14、16–22、26–15、22–20              |       |                                                                  |
| 得分： Verma 24 篮板： Hemmige 12 助攻： Varkey 11 |       | 得分： Arzamastseva 21 篮板： Arzamastseva 15 助攻： Abikeyeva 8 |

| 2013年11月29日 15:00 |

| 報告 |

| 马来西亚                                                 | 39–59 | 泰國                                                                       |
| 每節分數： 4–5、2–21、11–16、22–17                       |       |                                                                            |
| 得分： 顧嘉萱 10 篮板： 黃玉鳳 9 助攻： 顧嘉萱, 林依雯 2 |       | 得分： Bunsinprom, Siriphunthanun 15 篮板： Thuamon 15 助攻： Srijunvong 6 |

## 決賽
前兩名可晉級2014年U17世界青年女子籃球錦標賽。
|  | 準決賽   | 準決賽 |          |    | 冠軍賽 | 冠軍賽 |
|  |          |        |          |    |        |        |
|  | 11月29日 |        |          |    |        |        |
|  |          |        |          |    |        |        |
|  | 日本     | 81     |          |    |        |        |
|  | 日本     | 81     | 11月30日 |    |        |        |
|  | 中華臺北 | 55     |          |    |        |        |
|  | 中華臺北 | 55     | 日本     | 50 |        |        |
|  | 11月29日 |        | 日本     | 50 |        |        |
|  |          | 中國   | 62       |    |        |        |
|  | 中國     | 中國   | 62       | 99 |        |        |
|  | 中國     |        |          | 99 |        |        |
|  |          | 60     |          |    |        |        |
|  | 季軍賽   |        |          |    |        |        |
|  |          |        |          |    |        |        |
|  | 11月30日 |        |          |    |        |        |
|  |          |        |          |    |        |        |
|  | 中華臺北 | 64     |          |    |        |        |
|  | 中華臺北 | 64     |          |    |        |        |
|  |          | 86     |          |    |        |        |

### 準決賽
| 2013年11月29日 17:00 |

| 報告 |

| 中國                                               | 81–55 |                                                        |
| 每節分數： 22–18、19–12、28–8、12–17               |       |                                                        |
| 得分： 王海媚 19 篮板： 四名球員 7 助攻： 張曼曼 7 |       | 得分： An H-J. 10 篮板： Lee J-W. 5 助攻： Park G-R. 3 |

| 2013年11月29日 19:00 |

| 報告 |

| 日本                                                                                       | 99–60 | 中華臺北                                               |
| 每節分數： 23–11、34–13、25–16、17–20                                                      |       |                                                        |
| 得分： 後藤沙奈, 马瓜斯蒂芬妮 13 篮板： 马瓜斯蒂芬妮, 西岡里紗 9 助攻： 遠藤桐, 脇梨奈乃 5 |       | 得分： 高鈺琳 13 篮板： 方妤 6 助攻： 徐玉蓮, 彭曉彤 3 |

### 季軍賽
| 2013年11月30日 15:00 |

| 報告 |

|                                                       | 86–64 | 中華臺北                                         |
| 每節分數： 24-15、18-22、25-8、19-19                  |       |                                                  |
| 得分： An H-J. 22 篮板： An H-J. 10 助攻： An H-J. 11 |       | 得分： 徐玉蓮 19 篮板： 徐玉蓮 9 助攻： 劉威成 5 |

### 冠軍賽
| 2013年11月30日 17:00 |

| 報告 |

| 中國                                                       | 62–50 | 日本                                                            |
| 每節分數： 9-17、21-10、17-12、15-11                       |       |                                                                 |
| 得分： 迪拉娜, 王海媚 10 篮板： 張曼曼 11 助攻： 張曼曼 11 |       | 得分： 澀谷咲月 13 篮板： 澀谷咲月 11 助攻： 遠藤桐, 澀谷咲月 3 |

## 最終排名
| 排名 | 國家       | 成績 |
| ---- | ---------- | ---- |
| 金牌 | 中國       | 6-1  |
| 銀牌 | 日本       | 6-1  |
| 銅牌 |            | 4-3  |
| 4    | 中華臺北   | 2-5  |
| 5    | 印度       | 2-4  |
| 6    | 马来西亚   | 0-6  |
| 7    | 泰國       | 6-0  |
| 8    |            | 3-3  |
| 9    | 香港       | 3-2  |
| 10   | 印度尼西亞 | 3-2  |
| 11   | 约旦       | 1–4  |
| 12   | 斯里蘭卡   | 0–5  |

## 冠軍
| 2013年亞洲U16青年女子籃球錦標賽 |
| ------------------------------- |
| · 中國                          |
| 第 二 次奪冠                    |